# Dino, Desi & Billy
Dino, Desi & Billy est un groupe musical des années 1960, composé de "Dino" Martin (Dean Paul Martin, le fils du chanteur et acteur Dean Martin), Desi Arnaz Jr. (Desiderio Arnaz IV, le fils Desi Arnaz et Lucille Ball) et leur ami Billy Hinsche.
Les chansons les plus connues de Dino, Desi & Billy sont : 
- I'm A Fool (1965) U.S. Billboard Hot 100 n° 17
- Not The Lovin' Kind (1965) U.S. n° 25

En 2002, Billy Hinsche a créé une « nouvelle configuration du groupe d'origine » connue sous le nom de Ricci, Desi & Billy, qui joue les chansons originales. Il est composé notamment de Ricci Martin, le plus jeune fils de Dean Martin.

## Discographie

### Singles
- Since You Broke My Heart / We Know -- Reprise 0324 -- sortie le 11-2-64
- I'm A Fool / So Many Ways -- Reprise 0367 -- sortie le 4-12-65
- Not The Lovin' Kind / Chimes Of Freedom -- Reprise 0401 -- sortie le 8-18-65
- Please Don't Fight It / The Rebel Kind -- Reprise 0426 -- sortie le 11-10-65
- Superman / I Can't Get Her Off My Mind -- Reprise 0444 -- sortie le 1-19-66
- Tie Me Down / It's Just The Way You Are -- Reprise 0462 -- sortie le 3-23-66
- Look Out Girls (Here We Come) / She's So Far She's In -- Reprise 0469 -- sortie le 5-20-66
- I Hope She's There Tonight / Josephine -- Reprise 0529 --sortie le 10-12-66
- If You're Thinkin' What I'm Thinkin' / Pretty Flamingo -- Reprise 0544 -- sortie le 12-13-66
- Two in the Afternoon / Good Luck, Best Wishes to You -- Reprise 0579 -- sortie le 4-19-67
- Kitty Doyle / Without Hurtin' Some -- Reprise 0619 -- sortie le 8-2-67
- My What a Shame / The Inside Outside Caspar Milquetoast Eskimo Flash -- Reprise 0653
- Tell Someone You Love Them / General Outlne -- Reprise 0698 -- sortie le 5-29-68
- Thru Spray Colored Glasses / Someday -- Uni 55127
- Hawley / Let's Talk it Over -- Columbia 4-44975 -- 1969
- Lady Love / A Certain Sound -- Reprise 0965 -- sortie le 10-14-70

### Albums
- I'm A Fool -- Reprise R/RS 6176 -- U.S. n° 51, 9/65
- Our Time's Coming -- Reprise R/RS 6194 -- U.S. n° 119, 2/66
- Memories Are Made Of This -- Reprise R/RS 6198 -- 1966
- Souvenir -- Reprise R/RS 6224 -- 1966